# Gorzuchów Kłodzki
Gorzuchów Kłodzki – przystanek osobowy na 7,6 kilometrze linii kolejowej nr 286 Kłodzko – Wałbrzych, położona w Gorzuchowie, w Dolinie Ścinawki, w powiecie kłodzkim. Dawniej stacja, obecnie funkcjonuje jako przystanek i ładownia, budynek stacji został zaadaptowany do celów mieszkalnych.
Od 13 grudnia 2020 przystanek na żądanie.

## Ruch pasażerski
| Rok  | Wymiana pasażerska na dobę |
| ---- | -------------------------- |
| 2017 | 0-9                        |
| 2022 | 10-19                      |

## Szlaki turystyczne
Gorzuchów – Suszyna - Raszków - Wambierzyce

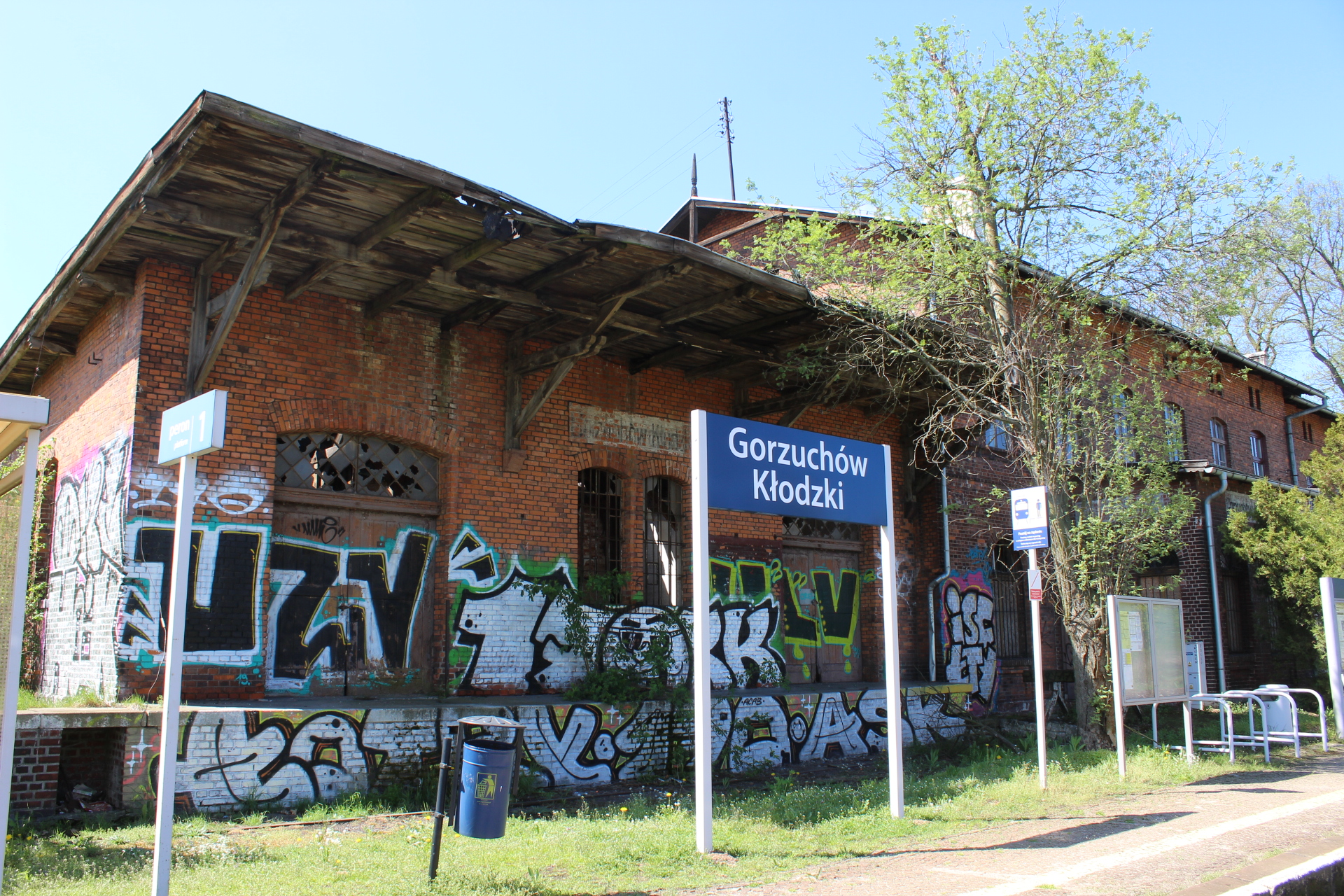
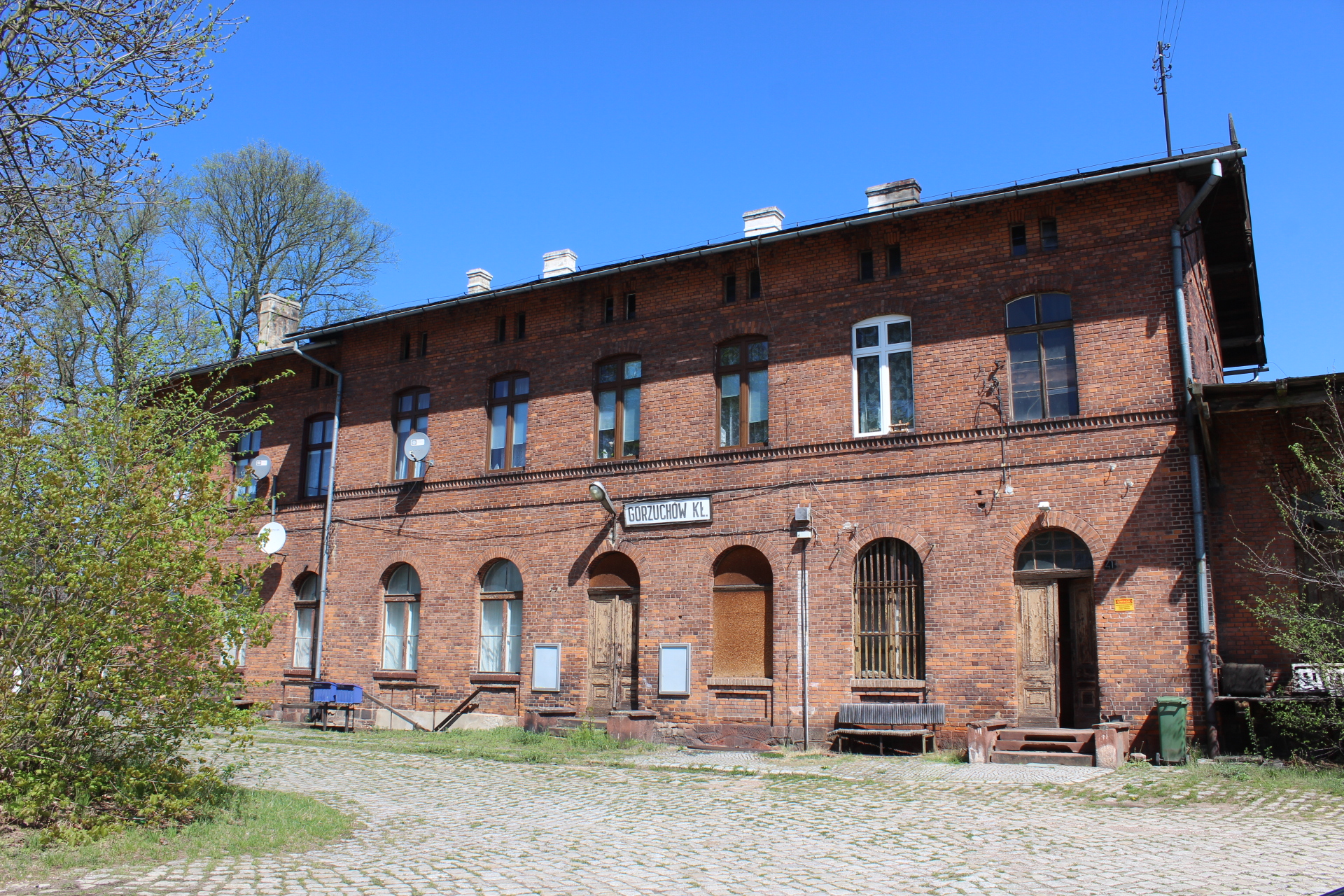
Od południowego zachodu
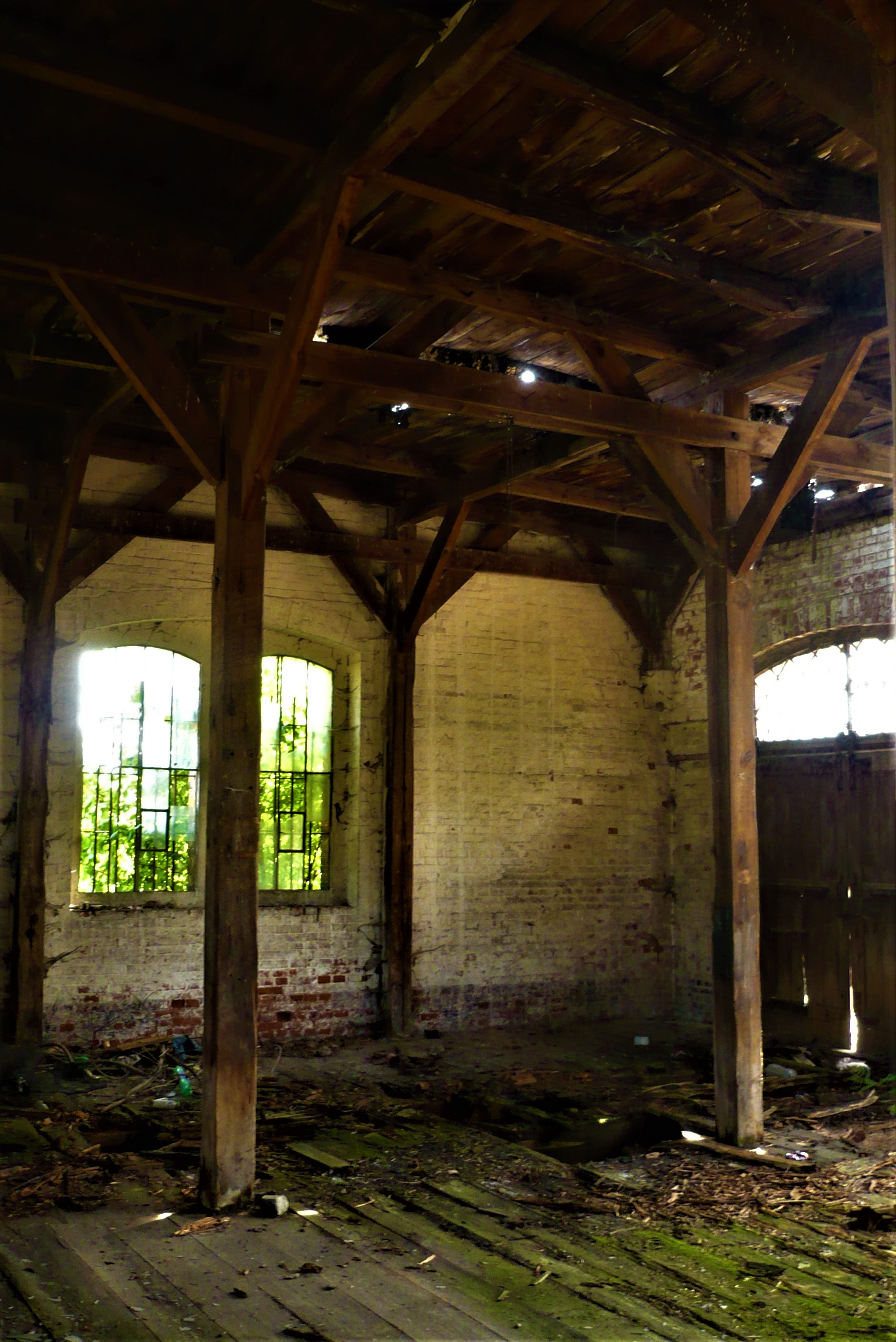
Przystanek Gorzuchów
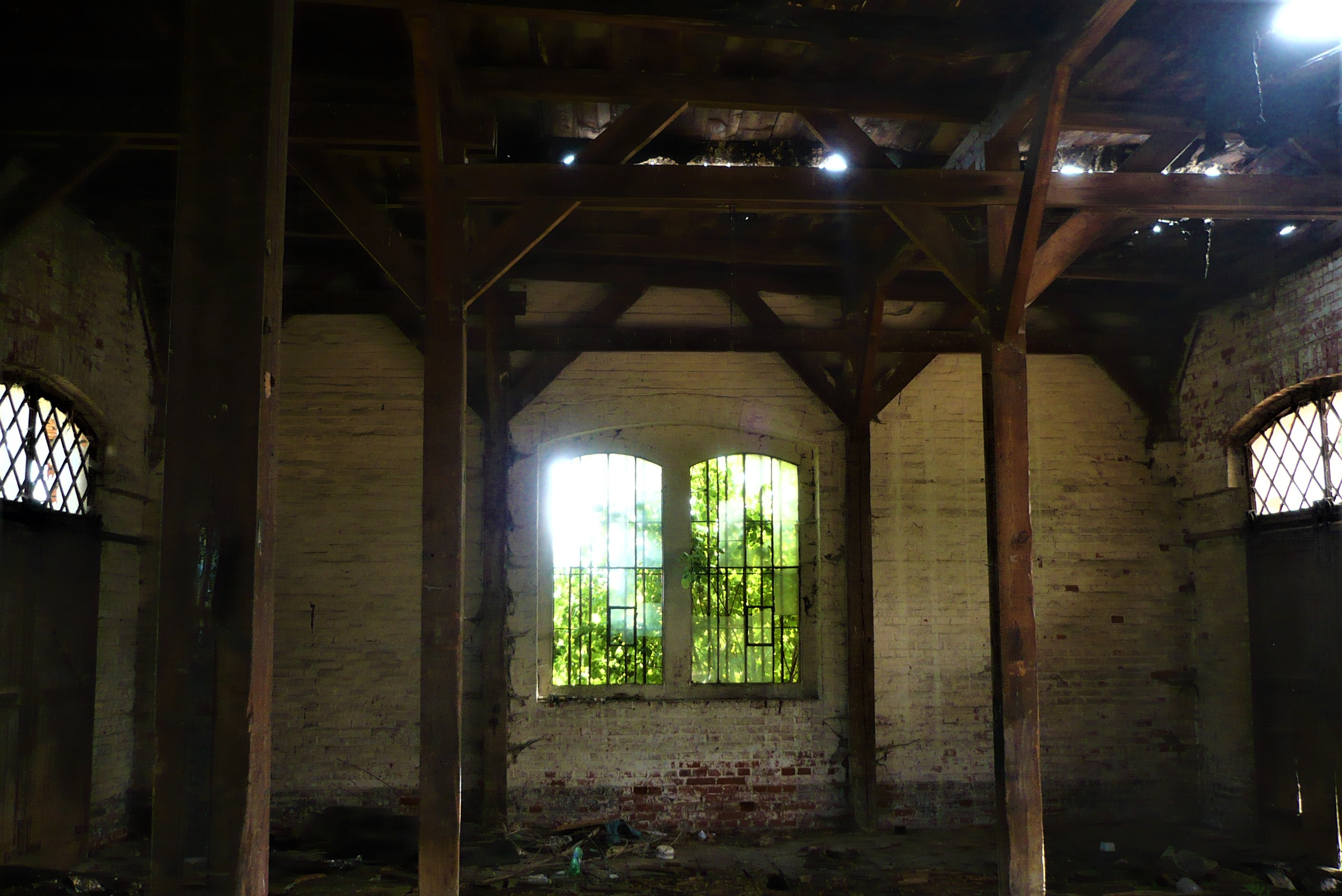
Przystanek Gorzuchów